# Scintillationsräknare
Scintillationsräknare mäter joniserande strålning. Det finns två typer, solid scintillationsräknare som används vid mätning av gammastrålning och vätskescintillationsräknare som bäst mäter svag betastrålning. Principerna för de två metoderna är i stora drag desamma. En joniserande stråle producerar ljusblixtar som omvandlas till elektroner som ökas i antal som sedan kan mätas.

## Uppbyggnad
En vanlig oorganisk scintillationskristall består av NaI(Tl), talliumberikad natriumjodid. Joniserande gammastrålning producerar små ljusblixtar i kristallen. Ljusblixtarna bildas genom att gammastrålningen interagerar med atomerna och slår lös elektroner som bär med sig en del av energin. Dessa lösslagna elektroner exciterar kristallstrukturen som sedan frigör energi i form av ljusblixtar. En ljusblixt behöver cirka 20 eV för att bildas och den energin kommer från den infallande fotonen. Antalet ljusblixtar som bildas av en foton är proportionell mot den infallande fotonens energi. Det ljus som bildas i kristallen leds med hjälp av en ljusledare till en fotomultiplikator som omvandlar ljuset till en mätbar elektrisk signal, proportionell mot ljusstyrkan.

## Nackdelar
Scintillationsräkning är idag den dominerande metoden för att räkna radioaktivitet men metoden har några nackdelar. Viktigast är utsläckning som innebär att energiöverföringsprocessen störs och vi får ett lägre värde än vad som är verkligt.